# غرايم كيركباتريك
غرايم كيركباتريك (بالإنجليزية: Graeme Kirkpatrick)‏ هو كاتب بريطاني، ولد في 17 سبتمبر 1963.